# Ukraina (Sitnica)
Ukraina – część wsi Sitnica w Polsce, położona w województwie małopolskim, w powiecie gorlickim, w gminie Biecz. Wchodzi w skład sołectwa Sitnica.
W latach 1975–1998 Ukraina położona była w województwie krośnieńskim.